# Sottotesto
Il sottotesto determina quella differenza di significato, altrimenti invisibile, che si cela all'interno di una battuta di un copione.

## Teatro
Esso ha valenza prettamente teatrale dato che i testi teatrali vengono poi interpretati nel tempo da diversi registi e attori, mentre un copione cinematografico o televisivo viene messo in scena solo una volta.
Il sottotesto non è altro che la codifica teatrale di ciò che continuamente avviene nella realtà: esprimere un concetto senza farlo espressamente. Ad esempio un personaggio malinconico e solitario, probabilmente dirà "ecco che un'altra giornata è finita" in maniera diversa da un personaggio che ha passato la stessa giornata in miniera. L'informazione contenuta nella battuta è la stessa ma il sottotesto per i due personaggi è profondamente diverso.
Il sottotesto è un codice teatrale relativamente recente; nel teatro elisabettiano, e soprattutto in quello shakespeariano, i personaggi denunciavano apertamente le loro intenzioni e i loro sentimenti, spesso per mezzo di lunghi monologhi rivolti al pubblico o ad un altro personaggio.
In alcuni autori, come Pirandello, la scrittura teatrale è talmente attenta e precisa da risultare difficile intendere un sottotesto diverso da quello che l'autore desidera. In altri, invece, come Henrik Ibsen o Harold Pinter, il tratteggio dei personaggi permette volutamente un ventaglio di interpretazioni del testo diverse, mutando quindi anche il possibile sottotesto.

## Cinema
In una sceneggiatura basata sulla struttura restaurativa in tre atti, il sottotesto è il rapporto tra personaggio e dilemma. In questo tipo di testo i personaggi sono presentati in momenti particolari delle loro vite; il problema che affrontano viene messo in risalto dai personaggi secondari. Si sviluppano così due linee narrative: la linea d'azione ossia la storia di primo piano, le cui azioni e i cui personaggi sono esterni al protagonista, mentre la storia di secondo piano fa riferimento a un problema interno al personaggio, producendo il sottotesto. Le relazioni tra personaggio centrale e personaggi secondari delineano questo tipo di situazione. La struttura restaurativa in tre atti gestisce i differenti piani alternandone lo sviluppo attraverso gli atti: nel Primo Atto vengono introdotte sia la storia di primo che di secondo piano; nel Secondo Atto si sviluppa la storia di secondo piano, mentre nel Terzo questa si risolve, per lasciare spazio alla storia di primo piano.